# Jessica Barden
Jessica Barden (Northallerton, North Yorkshire, 1992. július 21. –) brit színésznő. 
Legismertebb szerepe Alyssa a A ki***tt világ vége című sorozatban.

## Fiatalkora
Barden az angliai Northallertonban született, 1995-ben elköltöztek Wetherbybe. A Wetherby középiskolába járt.

## Filmográfia

### Film
| Év   | Magyar cím                | Eredeti cím                | Szerep         | Magyar hang       |
| ---- | ------------------------- | -------------------------- | -------------- | ----------------- |
| 2007 | Mrs. Ratcliffe forradalma | Mrs Ratcliffe's Revolution | Mary Ratcliffe | Aczél Kati        |
| 2010 | Tamara Drewe              | Tamara Drewe               | Jody Long      | Tamási Nikolett   |
| 2011 | Hanna – Gyilkos természet | Hanna                      | Sophie         | Tamási Nikolett   |
| 2012 |                           | Comedown                   | Kelly          |                   |
| 2012 |                           | In the Dark Half           | Marie          |                   |
| 2013 | Emlékbúvár                | Mindscape                  | Mousey         |                   |
| 2014 | Altatódal                 | Lullaby                    | Meredith       | Andrusko Marcella |
| 2015 | Távol a világ zajától     | Far from the Madding Crowd | Liddy          | Csifó Dorina      |
| 2015 | A homár                   | The Lobster                | orrvérzéses nő | Dobó Enikő        |
| 2016 |                           | Mindhorn                   | Jasmine        |                   |
| 2017 |                           | Habit                      | Lee            |                   |
| 2018 |                           | The New Romantic           | Blake Conway   |                   |
| 2018 |                           | Scarborough                | Beth           |                   |
| 2019 | Dzsungelország            | Jungleland                 | Sky            | Molnár Ilona      |
| 2020 |                           | Pink Skies Ahead           | Winona         |                   |

### Televízió
| Év        | Magyar cím                   | Eredeti cím                  | Szerep                         | Magyar hang                                              |
| --------- | ---------------------------- | ---------------------------- | ------------------------------ | -------------------------------------------------------- |
| 1999      | A szüleim földönkívüliek!    | My Parents Are Aliens        | lány az iskolában              | 1 epizód                                                 |
| 2005      |                              | No Angels                    | Lucy                           | 1 epizód                                                 |
| 2006      | Yorkshire-i szívügyek        | The Chase                    | Amy                            | 1 epizód                                                 |
| 2007–2008 |                              | Coronation Street            | Kayleigh Morton                | 72 epizód                                                |
| 2011      |                              | Comedy Showcase              | pultosnő                       | 1 epizód                                                 |
| 2011–2013 |                              | Chickens                     | pultosnő / Penny               | 3 epizód                                                 |
| 2012      | Vera – A megszállott nyomozó | Vera                         | Stella Macken                  | 1 epizód                                                 |
| 2013      |                              | Coming Up                    | Ruby                           | 1 epizód                                                 |
| 2015      |                              | The Outcast                  | Kit Carmichael                 | minisorozat (2 epizód)                                   |
| 2016      |                              | Murder                       | Jess                           | minisorozat (1 epizód)                                   |
| 2016      | Londoni rémtörténetek        | Penny Dreadful               | Justine                        | 6 epizód                                                 |
| 2016      |                              | Ellen                        | Ellen                          | tévéfilm                                                 |
| 2017–2019 | A ki***tt világ vége         | The End of the F***ing World | Alyssa                         | - főszereplő (16 epizód) - magyar hangja: - Molnár Ilona |
| 2019      | Isten bárányai               | Lambs of God                 | Carla nővér                    | minisorozat (4 epizód)                                   |
| 2020      | Jobb idők                    | Better Things                | önmaga                         | 3 epizód                                                 |
| 2020      | Városi legendák              | Urban Myths                  | Barbra Streisand               | 1 epizód                                                 |
| 2021      | Robotcsirke                  | Robot Chicken                | Rey / egyéb szereplők (hangja) | 4 epizód                                                 |
| 2022      | Azt hittem, ismerlek         | Pieces of Her                | Jane                           | főszereplő magyar hangja Molnár Ilona                    |
| 2023      |                              | You & Me                     | Emma                           | minisorozat főszereplője (3 epizód)                      |

### Videóklipek
| Év   | Előadó        | Cím                    |
| ---- | ------------- | ---------------------- |
| 2019 | Conan Gray    | „ Maniac”              |
| 2019 | Ozzy Osbourne | „ Under the Graveyard” |